# Палеологовское возрождение
Палеоло́говское возрождение, Палеоло́говский ренессанс — период в истории византийского искусства с 1261 по 1453 год, времени правления династии Палеологов. Последний взлёт культуры в истории Византии. Характеризуется усилением антикизирующих тенденций и возрождением эллинистических традиций. Отсюда название.
Ранее культура Византии переживала этап Македонского возрождения (867—1056), также связанный с обращением к античным традициям. Новый этап интенсивного развития искусства был вызван отвоеванием у крестоносцев Константинополя и восстановлением Византийской империи при новой династии византийских императоров. 15 августа 1261 года Михаил VIII Палеолог, за три года до того коронованный в Никее, торжественно вступил в город.
Несмотря на непрочное экономическое и политическое положение Византии, императоры стали тратить значительные средства на восстановление Константинополя, строительство храмов и поддержание искусства. В обращении к эллинистической традиции и формам античного искусства византийцы увидели возможность возрождения былой славы, могущества и прославления империи. Уходили в прошлое строгая каноничность образов, застылость и фронтальность иератических изображений. «Возросло значение творческой личности, художники стали подписывать свои произведения. Изображения приобретали бо́льшую эмоциональность и психологичность. В мозаиках, фресках, иконах мастера расширяли цветовую палитру, мягче, пластичнее, чувственнее трактовали форму».
В изобразительном искусстве периода Палеологовского возрождения расширялись границы иконографии, в композициях на библейские сюжеты появлялись элементы пейзажа и конкретные бытовые детали, которые художники без стеснения переносили в историческую обстановку. Некоторые образы античных мозаик и рельефов византийские мастера повторяли почти без изменений. В поисках новых тем мастера всё чаще прибегают к апокрифическим Евангелиям (то есть не принятым официальной церковью).
Помимо столичной, константинопольской школы, развивались провинциальные, обращавшиеся к собственным традициям. Тенденция усиления личностного начала в искусстве была связана с движением исихазма — мистического учения, достигшего апогея в XIV веке в иконописных мастерских Афона.
В эту эпоху дорогостоящая мозаика все чаще уступает место фреске. Однако именно в это время был построен и украшен знаменитый монастырь Хора, мозаики которого считаются непревзойденными памятниками палеологовской эпохи. Необычной эмоциональностью, чувственной трактовкой ликов отличаются образы Христа и Богоматери в мозаиках Деисуса южной галереи храма Святой Софии в Константинополе (1261).
Многие греческие мастера стали работать за границей империи: на Балканах, в Закавказье, Древней Руси, в Италии. В контактах с Западной Европой видели, в частности, возможность противостоять агрессии мусульманского мира. В 1399 году император Мануил II посетил Венецию и Париж, а его сын Иоанн VIII Палеолог на Флорентийском соборе заключил унию с католической церковью.
В период Палеологовского возрождения на развитие изобразительного искусства значительное влияние оказывала светская литература: любовные романы, исторические сочинения и произведения особого жанра — экфрасиса (литературных описаний произведений изобразительного искусства и архитектуры).
Примером монументальной росписи эпохи Палеологовского возрождения являются фрески в монастыре Милешева Сербии.
Выдающимся представителем эпохи Палеологовского возрождения является мастер Феофан Грек, работавший в Константинополе, Халкидоне (пригород Константинополя), генуэзских Галате и Кафе (ныне Феодосия в Крыму), в Великом Новгороде и Москве. Вслед за Феофаном на Русь прибывали и другие византийские мастера. По приглашению митрополита Феогноста византийские живописцы работали в Архангельском и Успенском соборах Московского Кремля. В 1345 г. грек Гоитан расписал фресками церковь Спаса на Бору в Кремле.
В 1453 году развитие искусства Византии было прервано вторжением турок. Византийская империя, просуществовав более тысячи лет, пала. Константинополь был разрушен. Однако значение Палеологовского Ренессанса не ограничивается историей Византии. Константинопольские мастера оказали значительное воздействие на искусство христианского Запада и Востока. Под непосредственным влиянием произведений мастеров Сербии и итало-критской школы создавались предпосылки искусства Итальянского Возрождения второй половины XV — начала XVI века. Решающее значение имела деятельность византийских художников в Венеции, Равенне. «В самой Византии блестящее искусство периода Палеологовского Ренессанса не привело к существенным изменениям, его развитие было эволюционным. Поэтому правильнее считать этот период, сохраняя традиционное название, не Ренессансом в полном смысле этого слова, а предвозрождением, или проторенессансом. Предпосылки подлинного Возрождения, изменений мировоззрения и методов художественного творчества появились только в Италии в середине XV века».

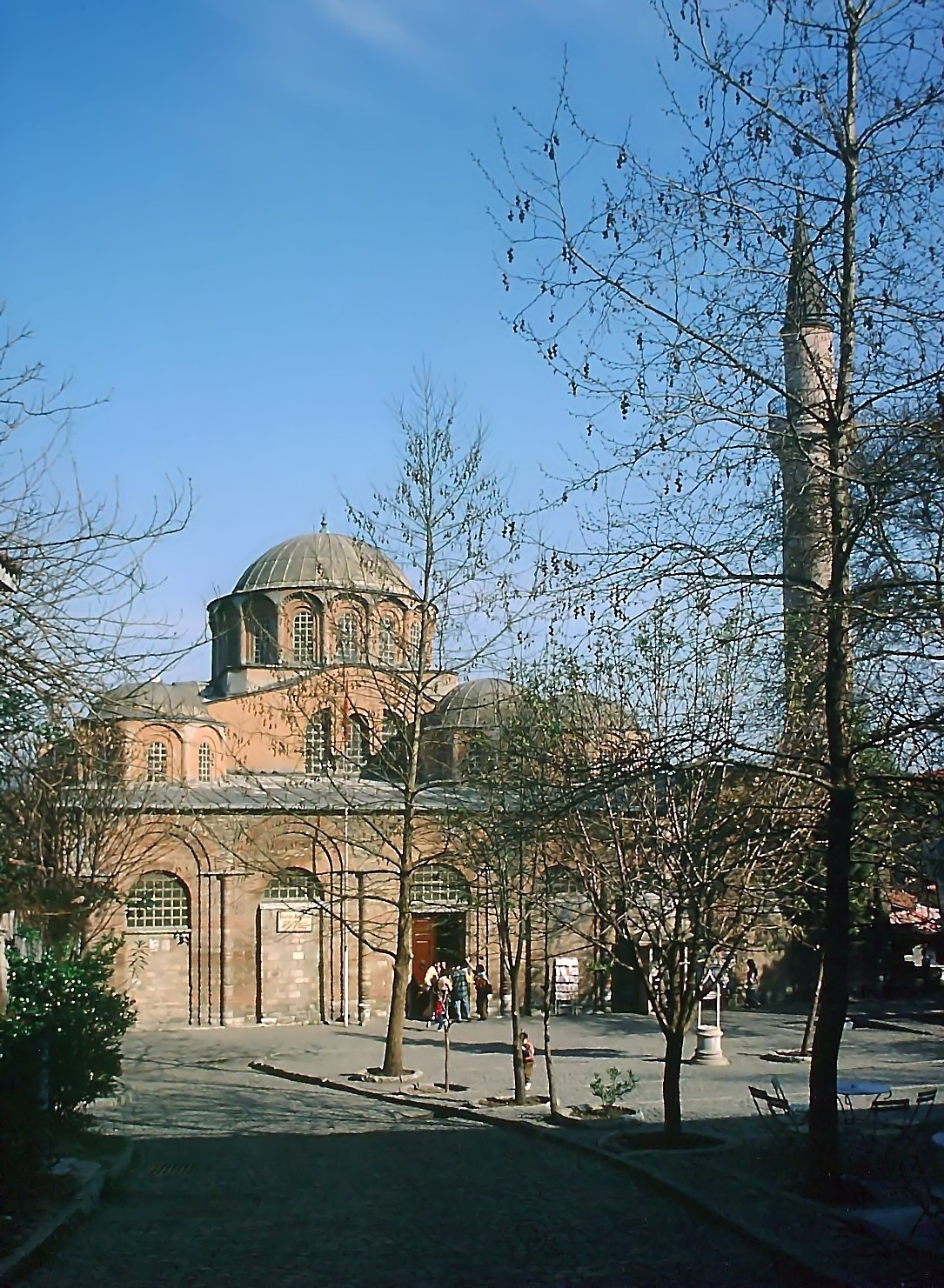
Церковь Спаса монастыря Хора. Константинополь. 1303—1321
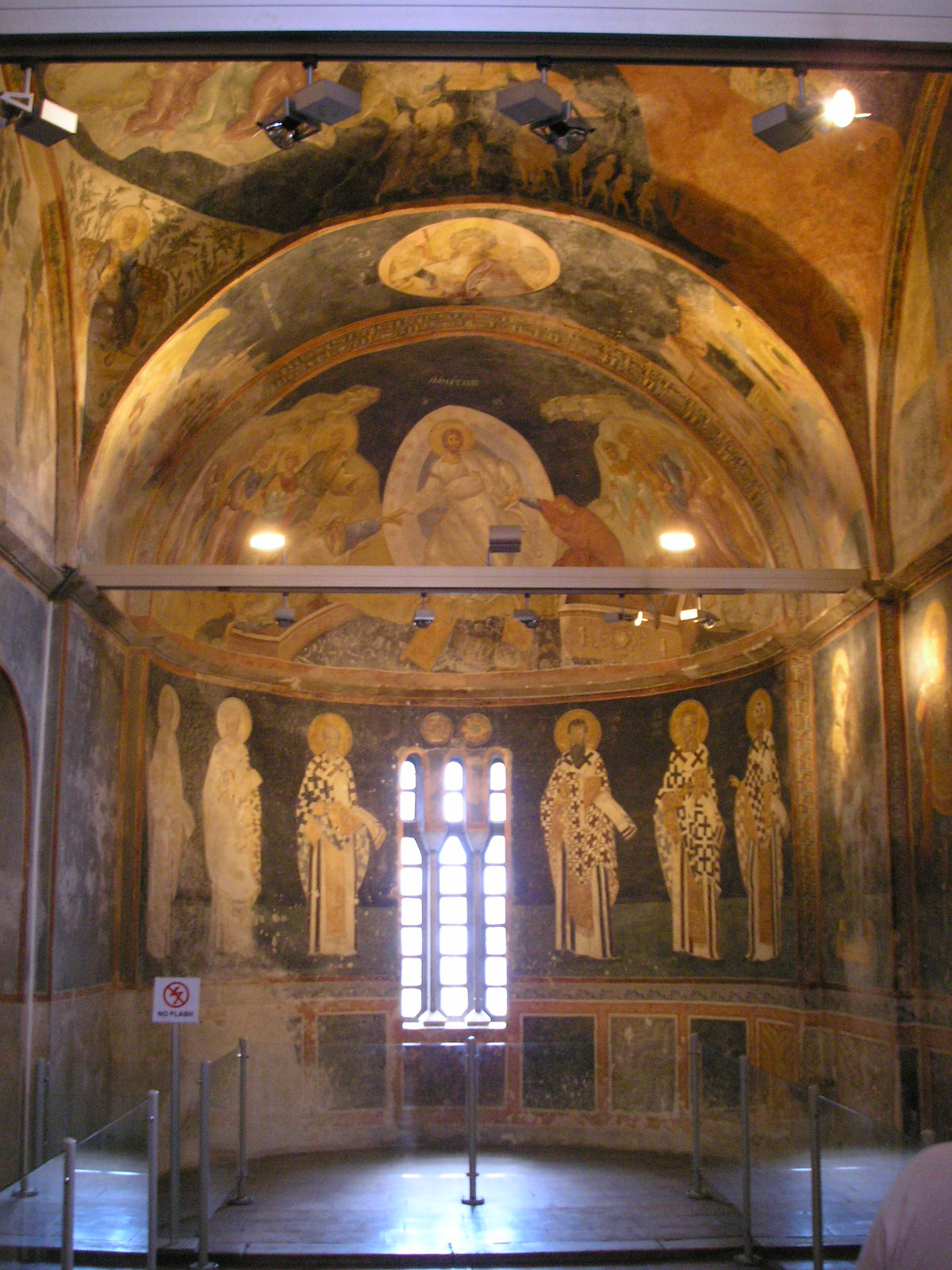
Вид алтарного придела церкви Хора
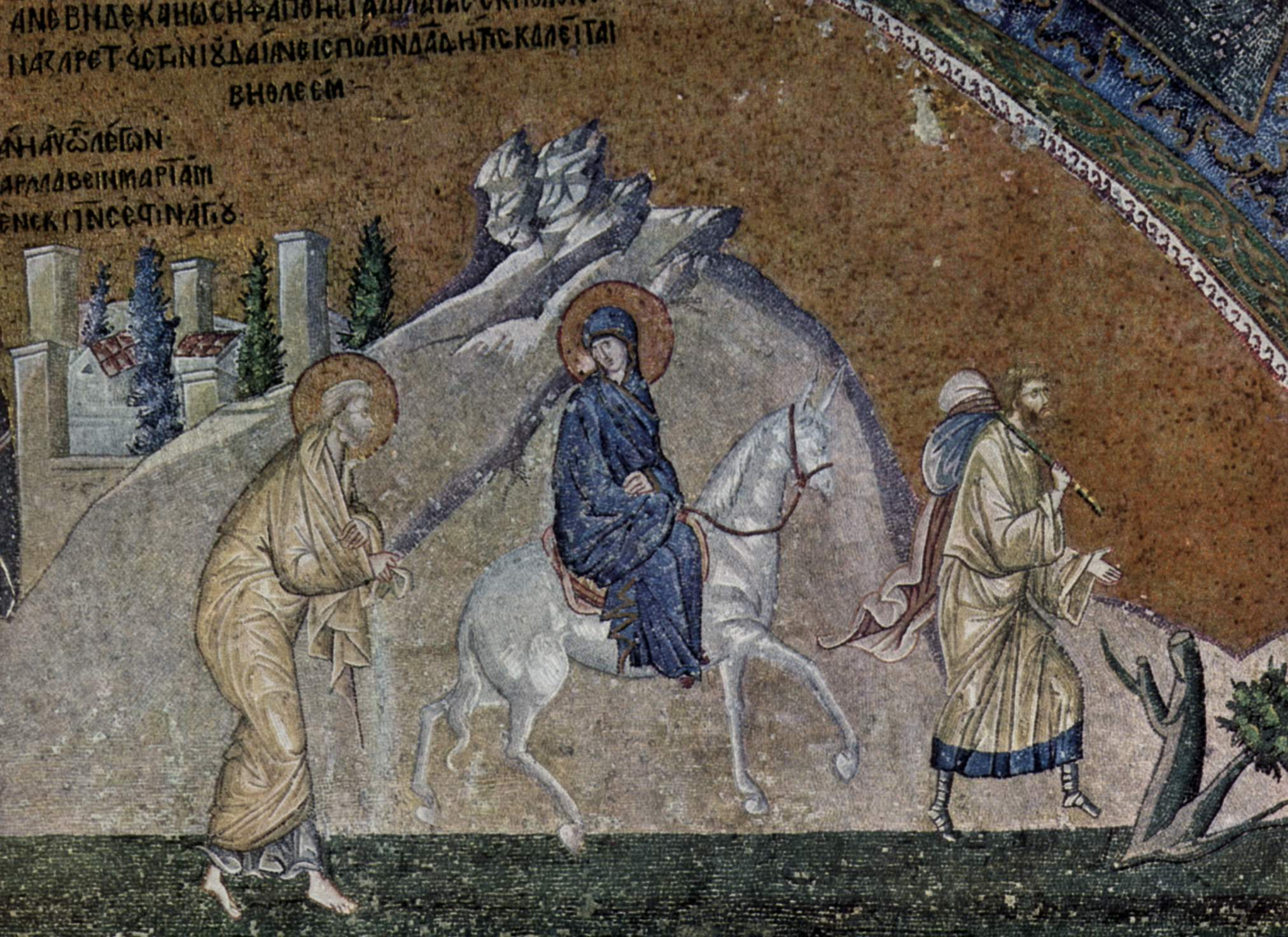
Путешествие в Вифлеем. Мозаика церкви Спаса монастыря Хора. 1315-1320
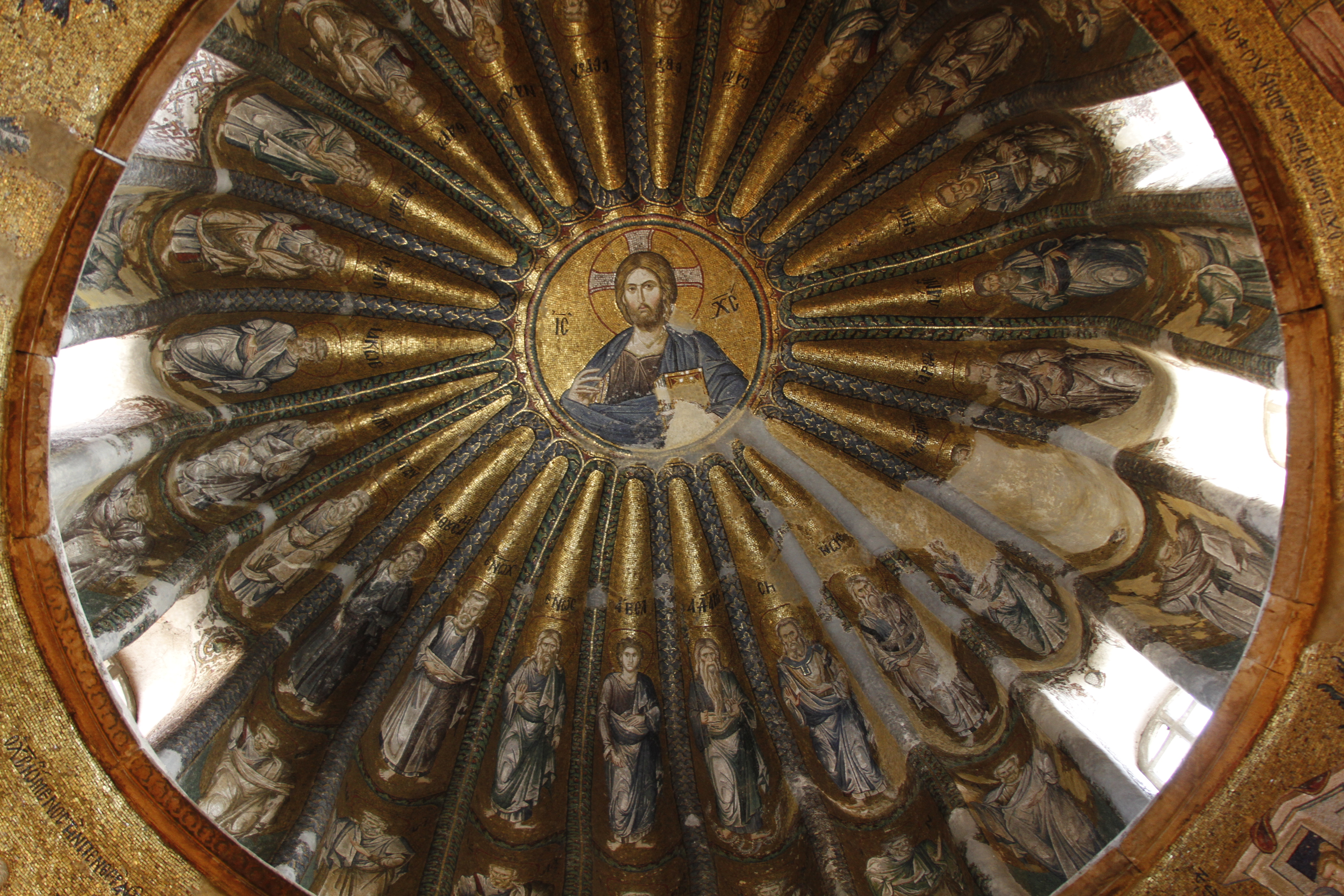
Мозаика купола южного придела церкви Хора
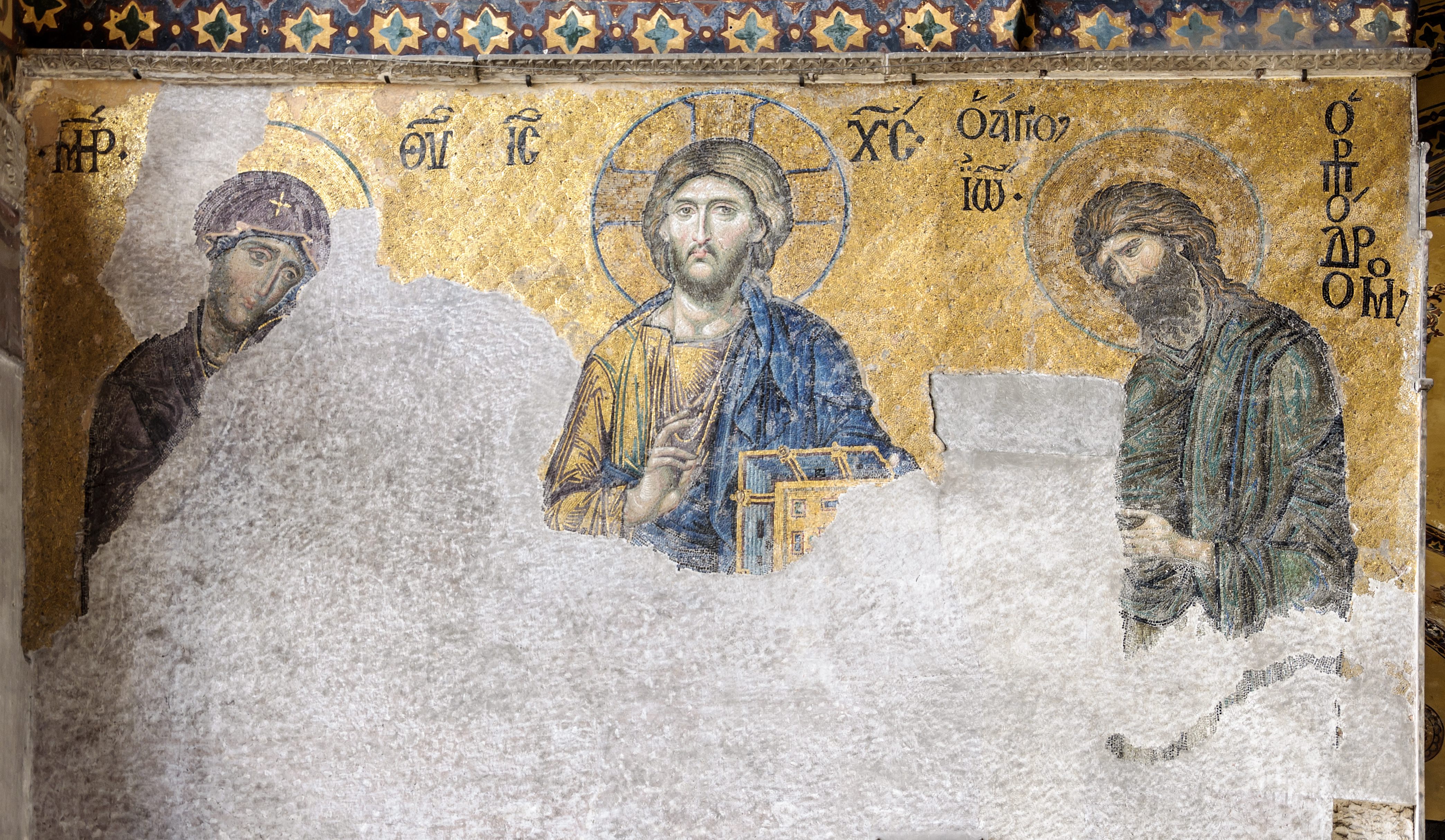
Деисус. Мозаика южной галереи храма Святой Софии в Константинополе. 1261
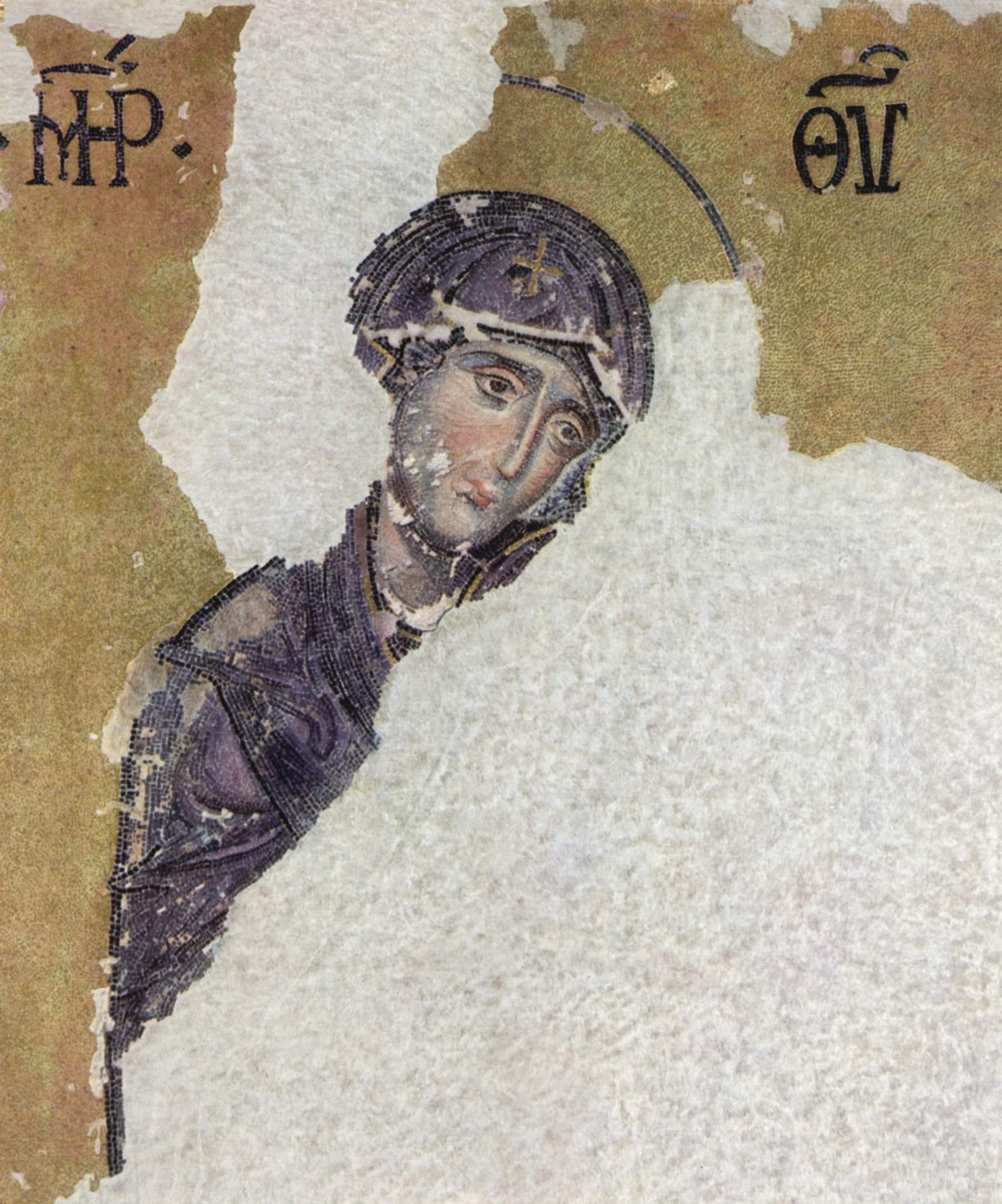
Деисус. Богоматерь
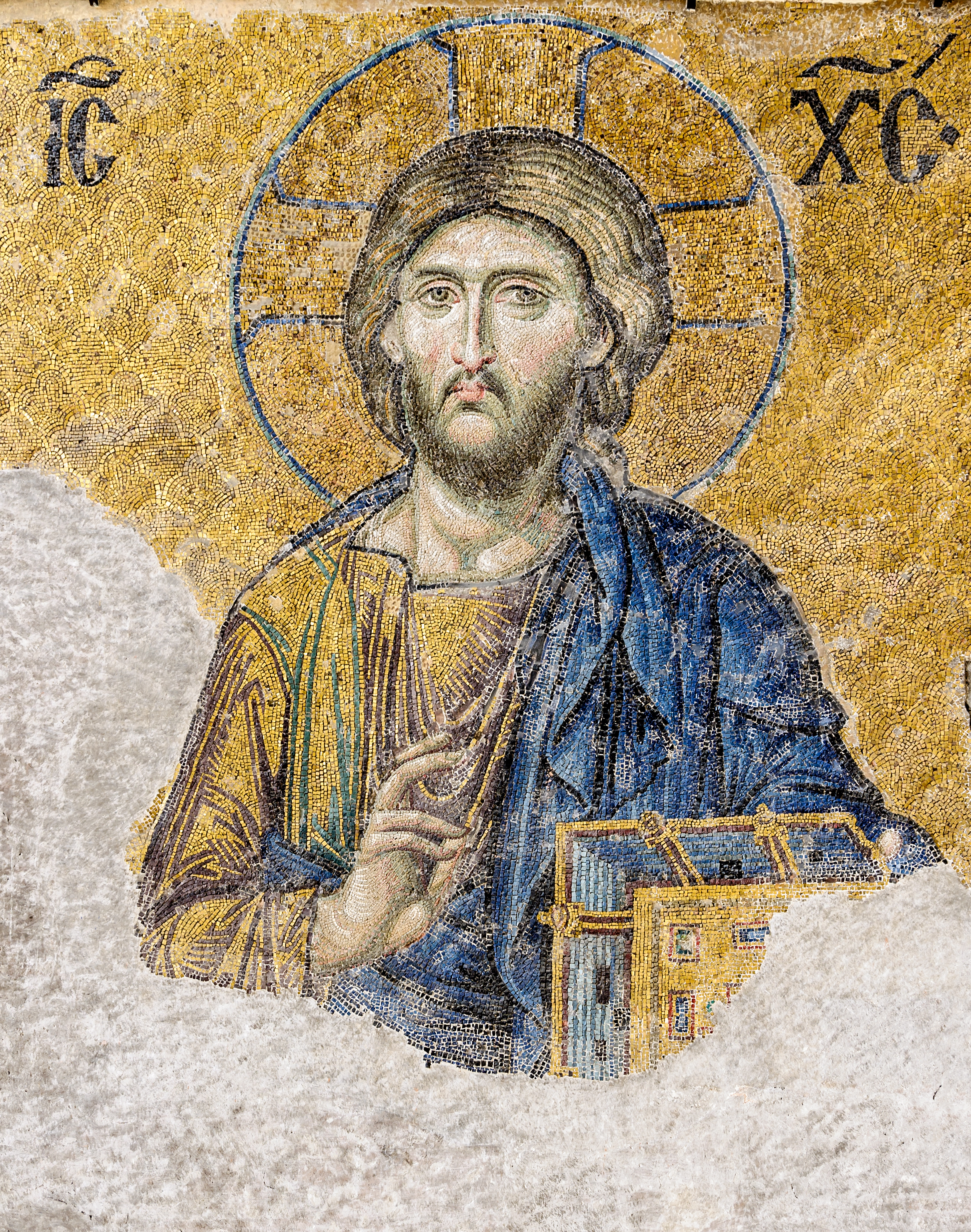
Деисус. Спаситель
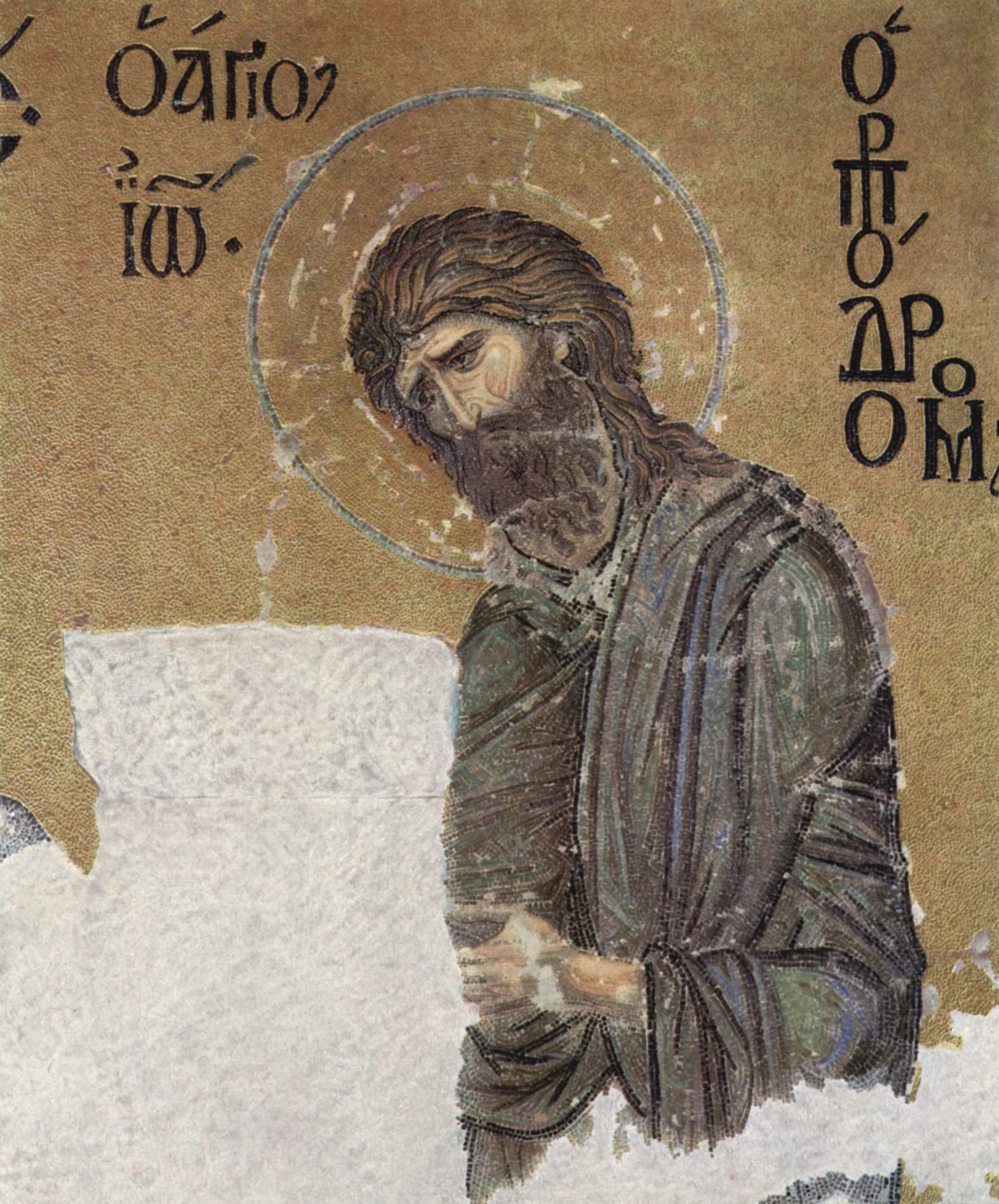
Деисус. Иоанн Креститель
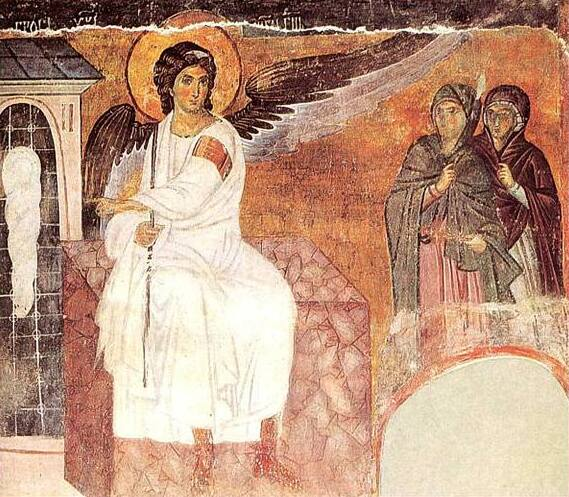
Жёны-мироносицы. Фреска. Монастырь Милешева. Ок. 1235 г.
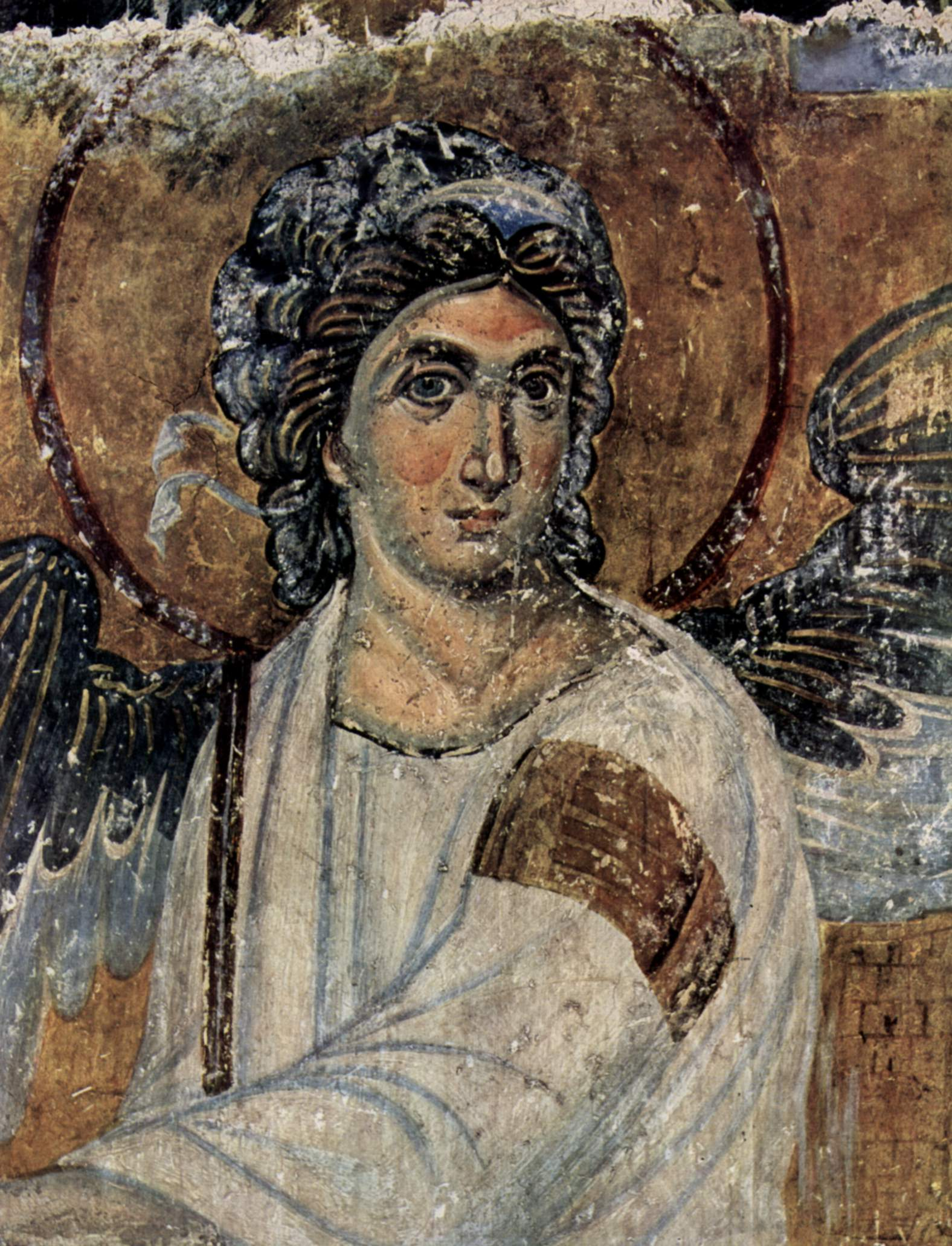
Белый ангел. Деталь росписи "Жёны-мироносицы"